# Lake Tapawingo (Misuri)
Lake Tapawingo es una ciudad ubicada en el condado de Jackson en el estado estadounidense de Misuri. En el Censo de 2010 tenía una población de 730 habitantes y una densidad poblacional de 561,46 personas por km².

## Geografía
Lake Tapawingo se encuentra ubicada en las coordenadas 39°1′15″N 94°19′10″O / 39.02083, -94.31944. Según la Oficina del Censo de los Estados Unidos, Lake Tapawingo tiene una superficie total de 1.3 km², de la cual 0.96 km² corresponden a tierra firme y (26.1%) 0.34 km² es agua.

## Demografía
Según el censo de 2010, había 730 personas residiendo en Lake Tapawingo. La densidad de población era de 561,46 hab./km². De los 730 habitantes, Lake Tapawingo estaba compuesto por el 96.16% blancos, el 0.68% eran afroamericanos, el 0.55% eran amerindios, el 0.55% eran asiáticos, el 0% eran isleños del Pacífico, el 0% eran de otras razas y el 2.05% pertenecían a dos o más razas. Del total de la población el 1.78% eran hispanos o latinos de cualquier raza.